# Роэтт, Ричард
Ричард Хилари Роэтт (англ. Richard Hilary Roett, 18 января 1943, Барбадос — декабрь 2002) — барбадосский шоссейный велогонщик. Участник летних Олимпийских игр 1968 года.

## Карьера
В 1968 году был включён в состав сборной Барбадоса для участия на летних Олимпийских играх в Мехико. На них выступил в групповой шоссейной гонке протяжённостью 196,2 км, но не смог её завершить, как и ещё 79 из 144 участников.